# Jimmy Heath

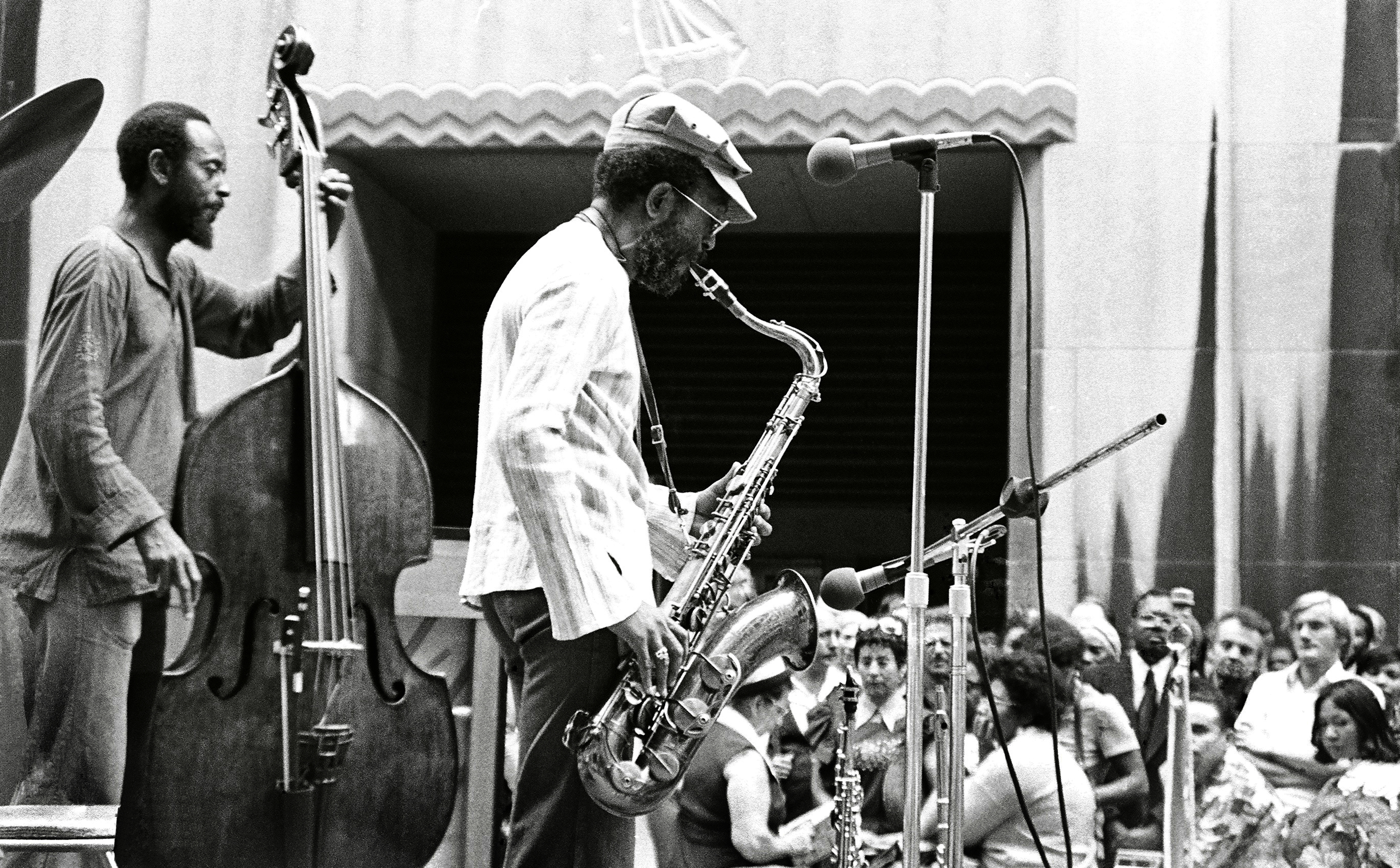
Bracia Percy i Jimmy Heathowie podczas koncertu przed nowojorskim Rockefeller Center, 1977

James Edward Heath, ps. „Little Bird” (ur. 25 października 1926 w Filadelfii, zm. 19 stycznia 2020 w Loganville) – afroamerykański muzyk jazzowy, saksofonista, kompozytor, aranżer i bandlider, oraz edukator.  Brat znanych jazzmanów – kontrabasisty Percy’ego i perkusisty Alberta. Laureat NEA Jazz Masters Award 2003.

Phil Schaap: Jednym z najważniejszych dokonań Jimmy’ego Heatha było przybliżenie następnym pokoleniom rewolucji bebopowej lat 40. XX wieku.

## Życiorys
Urodził się w muzykalnej rodzinie. Jego ojciec był mechanikiem samochodowym i występującym w weekendy klarnecistą–amatorem. Wypożyczał z lombardu klarnet i grał w orkiestrze marszowej w Filadelfii. Matka śpiewała w chórze kościelnym. Miał troje rodzeństwa: siostrę i dwóch braci. Najstarszy z czwórki był Percy, najmłodszy zaś – Albert. Wszyscy w domu słuchali płyt z nagraniami popularnych wówczas big-bandów jazzowych. Niestety z powodu panującego kryzysu ojciec często pozostawał bez pracy i dzieci zostały wysłane do dziadków, którzy prowadzili sklep spożywczy w Wilmington w Karolinie Północnej. Uczęszczając do tamtejszej szkoły średniej, Jimmy zaczął grać na saksofonie altowym, uczestnicząc w kursach muzycznych tak jak jego rodzeństwo. Percy najpierw wybrał skrzypce, a później kontrabas, Albert – perkusję, Elizabeth zaś – fortepian. Na wakacje letnie wracali do domu w Filadelfii. Wtedy Jimmy dodatkowo pobierał prywatne lekcje muzyki.
Po ukończeniu szkoły w 1943 założył taneczny zespół swingowy. W okresie toczącej się wówczas II wojny światowej nie dostał powołania do wojska ze względu na niedowagę. Od 1945 do 1946 występował w orkiestrze Nata Towlesa. Następnie, do 1947 prowadził w Filadelfii małą grupę, grając m.in. z młodym Johnem Coltrane’em, trębaczem Johnnym Colesem, saksofonistą Bennym Golsonem i pianistą Rayem Bryantem. W tym czasie odkrył bebop, którego współtwórca, saksofonista altowy Charlie „Bird” Parker wywarł silny wpływ na jego grę.
W 1948 dołączył do zespołu trębacza Howarda McGhee. Wkrótce w składzie grupy pojawił się jego brat Percy.  Koncertowali m.in. w Paryżu, występując na pierwszym w stolicy Francji festiwalu jazzowym. Podczas pracy z McGheem zyskał przydomek „Little Bird” („Ptaszek”), częściowo ze względu na niewielką posturę (160 cm wzrostu), przede wszystkim jednak z uwagi na jego fascynację osobą i grą Parkera. W 1949 po rozwiązaniu zespołu podjął pracę w orkiestrze Dizzy’ego Gillespiego, w której grało jego kilku kolegów z Filadelfii, m.in. Coltrane.
Na początku lat 50. zamienił saksofon altowy na tenorowy, żeby zdecydowanie odróżnić się od Parkera i jednocześnie pozyskać więcej ofert pracy. W niedługim czasie dołączył do formacji Milesa Davisa i zagrał w 1953 w kilku utworach na jego wydanej w 1955 płycie Volume 1. Współpracował też z puzonistą J.J. Johnsonem oraz trębaczami Cliffordem Brownem i Kennym Dorhamem. Niestety był uzależniony od narkotyków, z czym się nie krył. Kiedy więc jego kariera zaczęła rozkwitać, w 1954 został aresztowany i skazany za sprzedaż heroiny. Umieszczono go w Federalnym Centrum Medycznym w Lexington w stanie Kentucky. Po opuszczeniu zakładu w 1955 ponownie został zatrzymany pod tym samym zarzutem i następnie skazany na sześć lat pozbawienia wolności. Z zasądzonego wyroku odsiedział w zakładzie karnym Lewisburg w Pensylwanii cztery lata. Podczas pobytu za kratami zastosował „cold turkey”, drastyczną metodę wydobycia się z nałogu, która przyniosła dobry rezultat. Potem już nigdy nie sięgnął po narkotyki. Wolny od uzależnienia dużo komponował oraz aranżował repertuar dla więziennego big-bandu. Napisał szereg utworów m.in. For Minors Only, C.T.A., Picture of Heath i For Miles and Miles. Część z nich zyskała szerszą popularność dzięki umieszczeniu ich na płycie trębacza Cheta Bakera i saksofonisty Arta Peppera Playboys, wydanej w 1956.
W 1959 wyszedł na wolność i od razu zaczął odbudowywać karierę. Nagrał swoją pierwszą płytę jako lider. Był to album The Thumper. Do jego nagrania zaprosił gwiazdorski skład: saksofonistę altowego Cannonballa Adderleya, puzonistę Curtisa Fullera, pianistę Wyntona Kelly’ego i kontrabasistę Paula Chambersa. Na perkusji zagrał jego brat, Albert. Ponadto jako sideman zastąpił na krótko Johna Coltrane’a w zespole Milesa Davisa. W 1960 nagraniem albumu All Great! zadebiutował jako lider dużego zespołu, w którego składzie znaleźli się m.in. kornecista Nat Adderley, trębacz Clark Terry, Cannonball Adderley, pianiści Cedar Walton i Tommy Flanagan, oraz jego bracia – Percy i Albert. W następnych kilkunastu latach  intensywnie nagrywał zarówno jako lider, jak sideman. Współpracował m.in. z trębaczami Freddie¹em Hubbardem i Artem Farmerem, wibrafonistą Miltem Jacksonem, bandliderem i perkusjonistą Mongo Santamaríą, pianistami Kennym Barronem i Stanleyem Cowellem, gitarzystą basowym Bobem Cranshawem oraz grającym na instrumentach perkusyjnych swoim nieślubnym synem Mtumem. W 1975 razem z braćmi – Percym i Albertem – sformował grupę The Heath Brothers. Zespół z powodzeniem koncertował oraz nagrał szereg płyt.
W latach 80. rozpoczął działalność akademicką w Aaron Copland School of Music w Queens College na nowojorskim Uniwersytecie Miejskim (CUNY). Objął stanowisko profesora. Prowadził wykłady oraz kierował tworzeniem programu jazzowego w Queens College. Zapraszał na uczelnię wybitnych jazzmanów takich jak Donald Byrd. W 2004 Queens College nadał mu honorowy stopień doktora muzyki (Doctor of Music) Zasiadał także w zarządzie archiwów Louisa Armstronga, mieszczących się na uniwersytecie. Ponadto zajmował się odnową i zarządzeniem przekształconego w muzeum domu Louisa i Lucille Armstrongów. Przekształcony w muzeum The Louis Armstrong House znajduje się w rejonie Corona, należącym do dzielnicy Queens. Przez dwadzieścia lat wykładał i prowadził warsztaty jazzowe na uczelniach Stanów Zjednoczonych, Kanady i Europy. Udzielał się także w edukacyjnej organizacji non profit – Jazzmobile. W tym czasie nie zaprzestał koncertować. Nagrał również kilka płyt.
W 2011 odbyły się dwudniowe obchody jego 85. urodzin. Podczas nich zagrał w nowojorskim klubie The Blue Note dwa koncerty, stojąc na czele osiemnastoosobowego big-bandu. W 2012 ukazała się płytowa rejestracja obu koncertów, pt. Togetherness – Live at the Blue Note.
Zmarł w niedzielny poranek z przyczyn naturalnych w otoczeniu rodziny. Miał 93. lata.

### Małżeństwo i dzieci
Tuż po wyjściu z więzienia poznał Monę Brown, białą artystkę sztuk wizualnych, którą poślubił w 1960. Mieli dwoje dzieci: syna – Jeffreya i córkę – Roslyn. Byli ze sobą do końca jego życia. Ze związku pozamałżeńskiego miał jeszcze starszego syna – Jamesa Mtume (właśc. James Forman, ur. 1946), muzyka jazzowego i jazz-rockowego, perkusjonistę, twórcę piosenek i producenta płytowego.

## Twórczość
Wziął udział w powstaniu ponad stu albumów płytowych. Skomponował przeszło sto pięćdziesiąt utworów. Były wśród nich także kompozycje przynależące do muzyki poważnej – suity, kwartety smyczkowe oraz symfonia Three Ears.

### Wybrana dyskografia
Jako lider lub współlider
- 1959 The Thumper (Riverside)
- 1960 Really Big! (Riverside)
- 1961
  - The Quota (Riverside)
  - A Jazz Version of Kean – The Riverside Jazz Stars featuring Blue Mitchell–Jimmy Heath–The Bobby Timmons Trio with Clark Terry and Julius Watkins (Riverside)
- 1962 Triple Threat (Riverside)
- 1966 On the Trial (Riverside)
- 1972 The Gap Sealer (Cobblestone)
- 1973 Love and Understanding (Muse Records)
- 1975 Picture of Heath (Xaanadu Records)
- 1976 Marchin’ On! – The Heath Brothers – Albert, Jimmy and Percy featuring Stanley Cowell (Strata-East)
- 1985 New Picture (Landmark Records)
- 1987 Peer Pressure (Landmark)
- 1992 Little Man Big Band (Verve)
- 1993 Albert, Jimmy & Percy Heath – Oops! (Xanadu)
- 1994 
  - You've Changed – Jimmy Heath Quartet (SteepleChase)
  - The Time and the Place (Landmark)
- 1995 You or Me – Jimmy Heath Quartet (SteepleChase)
- 2000 Freddie Hubbard & Jimmy Heath – Jam Gems – Live at the Left Bank (Label M)
- 2012 Togetherness – Jimmy Heath Big Band – Live at the Blue Note (JLP)
- 2007 Art Farmer–Jimmy Heath–Slide Hampton & The Erich Kleinschuster Sextet 1968/71 (EmArcy Records)
- 2012 Jazz Orchestra of the Concertgebouw Featuring Jimmy Heath – The Voice of the Saxophone (NTR)
- 2015 Connecting Spirits – Roberta Gambarini Sings Jimmy Heath Song Book with the Heath Brothers Band (Groovin’ High Records)
- 2020 Love Letters (Verve)

Jako sideman
- 1955 Miles Davis – Volume 1 (Blue Note)
- 1959 Blue Mitchell – Blue Soul (Riverside)
- 1961 Don Sleet All Members – Don Sleet with Jimmy Heath–Wynton Kelly–Jimmy Cobb–Ron Carter (Jazzland)
- 1970 From Viena with Art – Art Farmer Quintet Featuring Jimmy Heath (MPS)
- 1991 Clark Terry – Live at The Village Gate – Special Guest Jimmy Heath (Chesky Records)

Zestawienie wg dat wydania płyt

### Autobiografia
Jimmy Heath, Joseph McLaren, I Walked with Giants – The Autobiograpy of Jimmy Heath, wyd. Temple University Press, 2010, ISBN 978-1-4399-0199-1

## Uwaga
1. ↑  Phil Schaap, laureat NEA Jazz Masters Award oraz sześciu nagród Grammy, był historykiem jazzu, nauczycielem akademickim i prezenterem radiowym.